# Perseguição de gangues
Perseguição de gangues', assédio num grupo organizado ou Gang stalking é um conjunto de crenças ou factos persecutórios em que os afetados acreditam que estão a ser seguidos e assediados por um grande número de pessoas ou, na verdade, são. O termo está associado ao indivíduo-alvo (em inglês, Targeted Individual) comunidade virtual composta por pessoas com ideias semelhantes que dizem que as suas vidas são perturbadas por grupos organizados que tentam causar-lhes danos. Por outro lado, importa referir que, em determinados casos, é plausível supor que uma acção de assédio possa ser implementada contra um indivíduo por vários sujeitos, partilhando muitas vezes um único interesse. É também considerada uma teoria da conspiração. Além disso, o fenómeno existe realmente num contexto ditatorial empregando uma polícia secreta usando guerra psicológica.

## Origem do termo
Segundo o criminologista Nicolas Desurmont, se a vigilância for ocultada numa situação de investigação, não deve ser considerada assédio, se a perseguição for ostensiva e utilizar técnicas de surpresa e perseguição, 'intimidações muito variadas, pode ser considerada assédio.'  Além disso, o assédio organizacional é assimilado psiquiatricamente falando sobre o delírio da perseguição, as autoridades policiais esquecem-no muitas vezes.  A vigilância ostensiva está associada a vigilância política num alvo de linchamento. 

## Técnicas
O Escritório do Alto-comissário das Nações Unidas para os Direitos Humanos listas de 15 técnicas de assédio em grupo,  ao qual podem ser aplicadas diversas formas de reserva mental: a negação plausível, a ignorância deliberada pode ser aplicada primeiro se necessário, culminando em neutralização da culpa ou culpabilização da vítima:
- 1 Vigilância Dirigida (Experiência de Hawthorne, Pan-óptico)
- 2 Estabelecimento de perfis de fraquezas e inseguranças/técnicas de pressão (Pesquisa de oposição e Agente adormecido)
- 3 Condicionamento para certos estímulos (Sobrecarga sensorial)
- 4 Gera medo, intimidação, confusão,
- 5 Assédio
- 6 esboçoes dirigido que destacam elementos da situação pessoal da vítima.
- 7 Usando altifalante direcional (voz para caveira/Voice to skull)
- 8 Utilização de efeitos visuais deslumbrantes
- 9 Utilização do ruído como disruptor
- 10 privação de sono
- 11 Provocação e Armadilha/Armadilha sexual (Agente provocador e Kompromat)
- 12 Gaslighting
- 13 Violação de domicílio/bens para modificar o ambiente da vítima.
- 14 Publicidade, desinformação, difamação e descrédito. (Investigação ruidosa)
- 15 Assassinato de Reputação (Campanha Negativa)

## No mundo

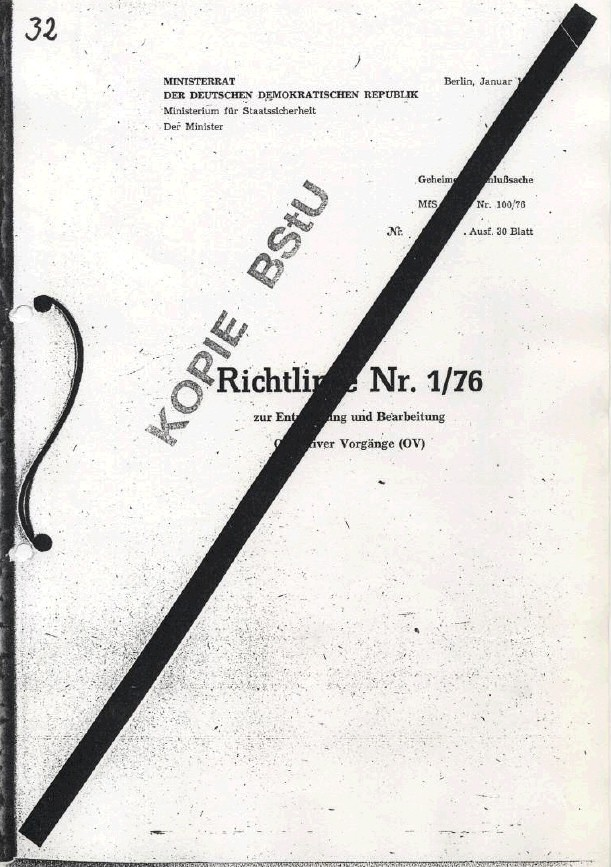
Diretiva n.º 1/76 sobre o desenvolvimento e revisão dos procedimentos operacionais, realizada em Janeiro de 1976, que delineava o Zersetzung como prática comum do Ministério da Segurança do Estado (Stasi)

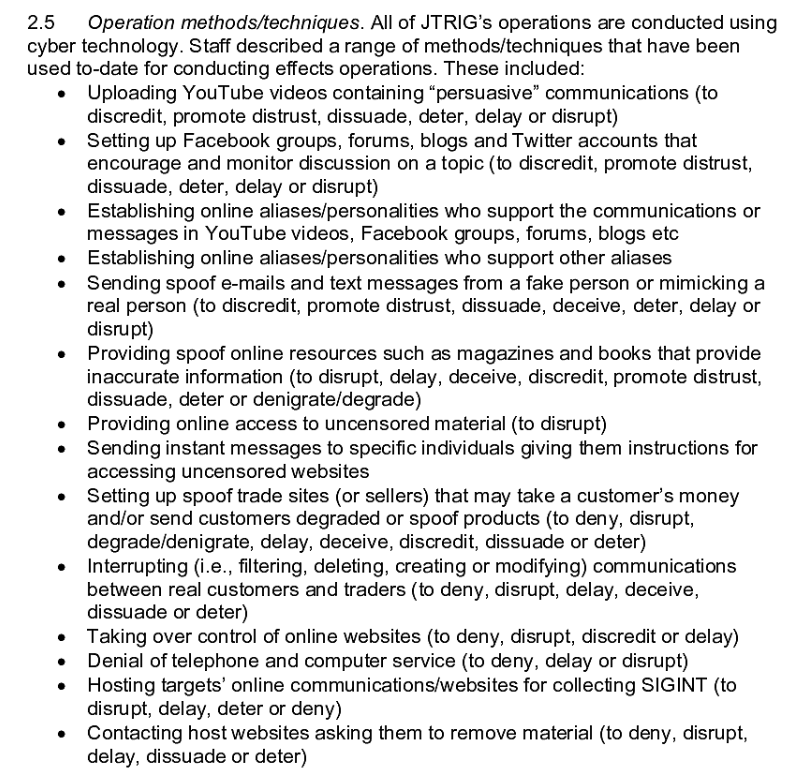
Extrato de um relatório de 2011 sobre as atividades do JTRIG, listando as “técnicas cibernéticas” utilizadas

### República Democrática Alemã
A RDA utilizou a decomposição, Zersetzung, na retoma do terror aberto para reprimir a dissidência.

### Estados Unidos
De acordo com o Comissão Church, o Programa de Contrainteligência COINTELPRO do FBI incluía o assédio.

### Suíça
Em 2023, a denunciante Chantal Frei descreve o assédio organizado para evitar que uma pessoa faça revelações, sem recorrer à eliminação, os infratores podem recorrer a diferentes meios e níveis de vigilância, intimidação ou ameaça: os cenários com atores estão especialmente preparados para manipular a vítima, confundi-la (fazê-la duvidar de si própria), incutir-lhe a ideia de que está numa prisão panóptico e silenciá-la. As pessoas que vêm ajudar também são alvo. Em casos sensíveis, parte desta intimidação pode ser concebida de tal forma que a vítima não possa apresentar uma queixa porque os factos são demasiado subtis . 

### França
Desde 2015 que Frédérique Laroche denuncia assédio de grupo por parte do Estado francês .

### Bélgica
O médico belga Yves Couvreur enumera e denuncia casos de assédio coletivo 

### Grã-Bretanha
O GCHQ chama as atividades do JTRIG de "Campanhas EFFECTS". e executa atividades variadas para atingir seus alvos e veio à público como parte das revelações de Edward Snowden. O escopo da missão da JTRIG inclui portanto, o uso de "truques sujos" para "destruir, negar, degradar, perturbar e desacreditar ou fazer com que sejam desacreditados" os indivíduos alvos das operações.

## Requerentes notáveis
- James Tilly Matthews (1770-1815)[20]
- Francis E. Dec (1926-1996)[21]
- Gloria Naylor (1950-2016)[22]
- Isaac Brock (n. 1975)[23]
- Corkin Cherubini (n. 1944),[24]

## Na cultura popular
Literatura
- Gloria Naylor, 1996, Third World Press, 2005[25].

Cinema
- O Show de Truman

Televisão
- The Prisoner (série de TV)